# Leonardo Véliz
Leonardo Iván Véliz Díaz (* 3. September 1945 in Valparaíso) ist ein ehemaliger chilenischer Fußballspieler und -trainer, der mit dem CSD Colo-Colo und Unión Española fünf Mal Meister wurde und zwei Mal im Finale der Copa Libertadores stand. Der Linksaußen spielte für Chile bei der Fußball-Weltmeisterschaft 1974 in Deutschland.

## Vereinskarriere
Leonardo Véliz, der auch unter dem Spitznamen Pollo (dt.: Huhn) bekannt ist, spielte in der Jugend bei Juventud Unida und gab sein Debüt 1963 beim Everton. 1968 wechselte der Linksaußen zu Unión Española und 1972 zum CSD Colo-Colo, wo er seinen ersten Meistertitel feiern konnte. Ein großer Erfolg war in der Folgesaison das Erreichen des Finales der Copa Libertadores, als der brasilianische Vertreter Botafogo FR zuvor aus dem Wettbewerb ausgeschaltet werden konnte. Im Finale verlor Colo Colo ’73, wie die Mannschaft später genannt wurde, nach zwei Unentschieden in Hin- und Rückspiel das Entscheidungsspiel nach Verlängerung knapp mit 1:2 gegen den Titelverteidiger CA Independiente aus Argentinien.
Nach seiner Rückkehr 1975 zu Unión Española sollte ihn erneut das gleiche Schicksal erleiden. Nach dem 1:0-Sieg im Hinspiel verlor das Team aus Chile das Rückspiel bei CA Independiente mit 1:3, was erneut zu einem Entscheidungsspiel führte. Hier verlor Véliz mit 0:2 gegen das Team aus Argentinien. Als Trost blieben ihm die Meisterschaften 1975 und 1977 sowie 1979 und 1981 nach seiner Rückkehr zu Colo-Colo. Seine aktive Karriere beendete Pollo beim CD O’Higgins 1983.

## Nationalmannschaftskarriere
Leonardo Véliz gab sein Debüt für Chile im Januar 1970 beim Freundschaftsspiel gegen die Sowjetunion, als er bei der 0:2-Niederlage in der 75. Spielminute für Leonel Sánchez eingewechselt wurde. Es folgten weitere Freundschaftsspiele sowie Qualifikationsspiele für die Weltmeisterschaften 1970, für die sich Chile nicht qualifizieren konnte, und 1974. Für das Endturnier in Deutschland qualifizierte sich Chile und Véliz stand im Kader von Nationaltrainer Luis Álamos. Bei der Auftaktniederlage gegen Deutschland noch für Francisco Valdés eingewechselt, spielte der Stürmer die anderen beiden Partien von Beginn an. Chile schied mit zwei Punkten als Gruppendritter aus.
In dieser Zeit war Véliz kaum aus der Nationalmannschaft wegzudenken. Bei der Copa América 1975 wurde Chile hinter dem späteren Turniersieger Peru Gruppenzweiter, was allerdings nicht für das Weiterkommen in das Halbfinale reichte. Der in Valparaíso geborene Offensivspieler wurde in drei der vier Partien eingesetzt, erzielte aber keinen Treffer. Dies gelang ihm bei der Copa América 1979 beim 7:0-Erfolg über Venezuela im Gruppenspiel. Chile kam als Gruppensieger ins Halbfinale, gewann dort gegen Peru und verlor das Finale gegen Paraguay. Sein letztes Länderspiel absolvierte Leonardo Véliz im August 1981 beim 0:0 im Freundschaftsspiel gegen Brasilien. Er erzielte zwei Länderspieltore in seinen 39 Einsätzen.

## Trainerkarriere
Leonardo Véliz trainierte Anfang der 1990er Jahre die U-Nationalmannschaften Chiles. Erfolgreich war er vor allem mit der U-17 bei der Weltmeisterschaft 1993, bei der Chile den dritten Platz erreichte. Später verschlug es ihn nach Portugal zu Sporting Lissabon, wo er als Jugendtrainer unter anderem Cristiano Ronaldo und Ricardo Quaresma ausbildete. In Chile trainierte Pollo die Profimannschaften von Everton, den Santiago Wanderers und Unión Española.

## Erfolge
Colo-Colo
- Chilenischer Meister: 1972, 1979, 1981
- Chilenischer Pokalsieger: 1974
- Finalist der Copa Libertadores: 1973

Unión Española
- Chilenischer Meister: 1975, 1977
- Finalist der Copa Libertadores: 1975

## Politik
Bei den Wahlen in den Stadtrat von Santiago de Chile 2004 kandidierte Véliz als unabhängiger Kandidat mit Unterstützung der Partido por la Democracia. Der ehemalige Fußballspieler erhielt die viertmeisten Stimmen und schaffte den Sprung in den Rat. 2009 kandidierte Véliz bei der Parlamentswahl für die Partei ILC der Nueva Mayoría para Chile, wurde aber nicht gewählt. 2010 wechselte der frühere Nationalspieler zur politischen Gegenseite, indem er Sebastián Piñera unterstützte.